# نبراسكا (فلم)
نبراسكا (بالإنجليزية: Nebraska) هو فيلم دراما تم تصويره بالأبيض والأسود أُصدر في الولايات المتحدة سنة 2013. الفيلم من إخراج الكسندر باين وكتابة بوب نيلسون.تم عرض الفيلم في 15 نوفمبر 2013 وهو من بطولة بروس ديرن وويل فورت. ترشح الفيلم لجائزة السعفة الذهبية في مهرجان كان السينمائي 2013. وفاز الممثل بروس ديرن بجائزة أفضل ممثل في هذا المهرجان.

## طاقم التمثيل
- بروس ديرن بدور وودي ديرن.
- ويل فورت بدور ديفيد جرانت.
- ستيسي كيتش
- بوب أودينكيرك

## القصة
تدور الأحداث حول رحلة رجل فقير على وجهه علامات الشيب يدعى وودي ديرن (بروس ديرن) حيث يتسلم رسالة من إحدى المجلات التي يشارك بها والتي تخبره بأنه حصل على جائزة قيمتها مليون دولار، وأنه يجب أن يذهب إلى نبراسكا لاستلام الجائزة التي تعد بمثابة الحلم بالنسبة للأب.ويحاول ابنه الأصغر أن ينصحه بأن تلك الجائزة عبارة عن إعلان توزعه كبريات مؤسسات الإعلان الأميركية لغرض كسب زبائن جدد لها، إلا أن الأب يصر على أن هذه الجائزة هي ملك له وبعد عدد من المحاولات يقر الابن - دايفيد -، أن يرافق والده في تلك الرحلة الطويلة بين مونتانا ونبراسكا، حيث يتم استعادة الذكريات والتواصل مع العديد من رفاق الطفولة والشباب، وتكتمل الصورة عندما تلحق بهم الأم ثم الابن الأكبر.
وتبدأ الأسرة في استعادة الذكريات، خصوصاً حينما يقيمون عند العم وأسرته. ويقوم الأب بزيارة الكثير من الأماكن التي باتت شبه مهجورة من مدينة نبراسكا والتي كانت في يوم من الأيام عامرة بالناس والنشاط التجاري والصناعي.
وحينما تتسرب الأخبار عن فوز الأب بمليون دولار يتغير مواقف الجميع من الأب والأسرة.
وتمضي الرحلة بعد كم من المصاعب، حيث أن الأب مصر على تكملة الرحلة والأبناء يحاولون أن يفهمونه أنه يذهب للبحث عن الوهم.
وأخيراً يصل الأب مع ابنه إلى مدينة لينكولن في نبراسكا، حيث مقر الصحيفة ليكتشفا أن الأب لم يفز وأن هناك جملة واضحة تقول «أنت فائز إذا كان رقمك فائزاً»، والرقم لم يكن فائزاً وهذا يعني أن الأب لم يفز، سوى بقبعة صغيرة.
ولكن في المقابل فاز الأب بعودة الأبناء وبتلك العلاقة الحميمية العالية وتلك الذكريات التي تم استعادتها.

## الإنتاج
تم اختيار المخرج ألكسندر باين لإخراج الفيلم وهو صاحب الأفلام الكبيرة في تاريخ السينما العالمية، مثل «الأحفاد» - 2011 من بطولة جورج كلوني، و«باريس أحبك» - 2006 و«عن شميد» - 2002 بطولة جاك نيكلسون و«المواطن روث».

يقول الممثل ويل فورت:“علاقتنا في الفيلم مشابهة جدا لعلاقاتنا في الواقع، لم نكن نعرف بعضنا البعض من قبل وبقينا معا في السيارة لمدة خمسة وثلاثين يوما، وأيضا وسط نبراسكا، مكثنا وقتا طويلا معا وتعرفنا على بعضنا البعض جيدا، وفي آخر المطاف كنا لصيقين بشكل كبير.”

و يقول الممثل الكبير بروس ديرن:“القصة بسيطة للغاية، لكنها تتطرق إلى مستويات متعددة من العلاقات. خلال حياتي شعرت دائما أنني لم أكن استطيع قول بعض الأشياء لمن هم أكبر مني سنا، لم تكن لي الشجاعة الكافية لقول ما يجب قوله قبل فوات الآوان وفي الفيلم نبرز هذه المسألة جيدا.”

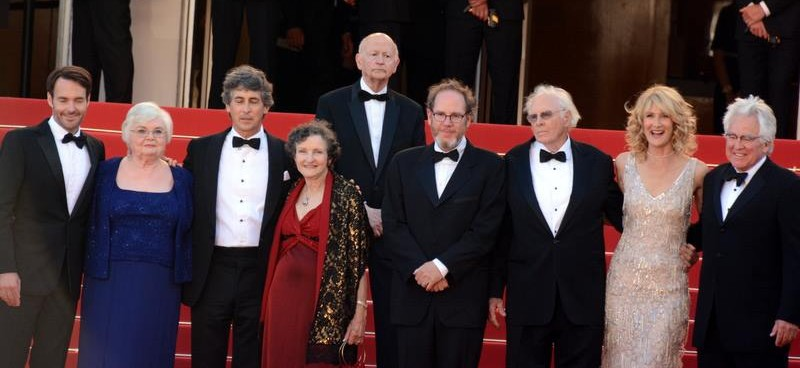
طاقم الفيلم في مهرجان كان السينمائي 2013.

## الإصدار

### العرض الرسمي
عُرض الفيلم رسميا في مهرجان كان السينمائي بنسخته 66 في يوم 28 أغسطس 2013.

### ردود النقاد
حصل الفيلم على تقييمات إيجابية من النقاد فبحسب موقع الطماطم الفاسدة حصل الفيلم على تقييم 91% من 172 مراجعة بمعدل بلغ 10/8.

وحصل الفيلم في موقع ميتاكريتيك على نسبة تقييم بلغت 86% استنادا إلى 45 مراجعة.

### الميزانية والإيرادات
بلغت تكلفة إنتاج الفيلم حوالي 12 مليون دولار بينما حقق أرباحاً تقدر بـ 2,465,999 دولار.

### الجوائز والترشيحات
فاز الفيلم بـ 22 جائزة في مختلف المهرجانات السينمائية وترشح لـ 47 جائزة من بينها 5 ترشيحات لجائزة الجولدن جلوب.

## وصلات خارجية
- مقالات تستعمل روابط فنية بلا صلة مع ويكي بيانات

- نبراسكا الموقع الرسمي.
- نبراسكا في موقع الطماطم الفاسدة.
- نبراسكا في موقع ميتاكريتيك.
- نبراسكا في قاعدة بيانات السينما العالمية.